# فرودگاه مورویا
فرودگاه مورویا (به انگلیسی: Moruya Airport) یک فرودگاه همگانی با کد یاتا MYA است که یک باند فرود آسفالت دارد و طول باند آن ۱۵۲۳ متر است. این فرودگاه در کشور استرالیا قرار دارد و در ارتفاع ۴ متری از سطح دریا واقع شده‌است.

## شرکت‌های هواپیمایی و مقصدهای پروازی
| شرکت‌های هواپیمایی       | مقصدهای پروازی  |
| ----------------------- | --------------- |
| رجیونال اکسپرس ایرلاینز | سیدنی، مریمبولا |